# Alberto Rionda
Alberto Rionda Martínez (Oviedo, 2 de septiembre de 1972) es un guitarrista español y fundador, compositor, guitarrista y productor del grupo de heavy/power metal progresivo asturiano Avalanch y Alquimia de Alberto Rionda de estilo power metal melódico. 

## Trayectoriamusical
Alberto Rionda empezó muy joven a escuchar Rock y, según ha publicado en entrevistas, está muy influenciado por la mítica banda Queen.
Estudió 5 años de guitarra clásica en la Escuela de Música de Llanera (Posada de Llanera, Asturias). En 1997 comenzó a trabajar como guitarrista profesional en Avalanch, así como compositor, letrista, arreglista, teclista, productor y técnico de sonido en su propio estudio de grabación "Búnker Estudios" (Posada de Llanera). También es guitarrista de la agrupación Folk Asgaya, con un álbum de estudio ya editado, así como de Stunned Parrots, grupo formado por componentes de Avalanch y Stormy Mondays, y Geysser, Aparte de producir a su propia banda, también ha trabajado en multitud de proyectos nacionales (Stunned Parrots, Leather boys, Geysser, Amadeüs, Tendencia, Talesien, Plan B, etc.).
Con su grupo por excelencia "Avalanch", ha sacado al mercado 11 álbumes y 3 DVD, de los cuales han vendido miles de copias tanto en el territorio nacional como en el extranjero (Latinoamérica, EE. UU. y Europa) y con el que ha realizado multitud de giras nacionales e internacionales, desde el año 1997, a una media de 60 conciertos anuales.
Alberto Rionda recibió varios premios nacionales concedidos por la prensa especializada como mejor guitarrista de España (referéndum 1999 Heavy Rock), compositor y productor. A nivel asturiano le han otorgado los Premios AMAS al mejor guitarrista asturiano, y al mejor letrista por su último trabajo con Avalanch, Muerte y Vida, así como varios premios Ventolines. En los premios AMAS de 2011 estuvo nominado a mejor producción.
Ha prestado su colaboración a varios grupos nacionales como Homo-Demen o Amadeüs (guitarras acústicas en el tema Árbol Viejo de su álbum Caminos del alma).
Ha sido el compositor de músicas originales y letrista para agrupaciones musicales, teatro (de 3 a 4 producciones por año), películas de animación 3D, spots publicitarios, cine, programas de TV, etc. Muchos de los jingles más famosos en Asturias han sido creados por él. Realizó la música original completa para un programa de divulgación cultural de la 2ª cadena de TVE, emitido semanalmente también por el canal internacional de TVE.
Técnico de estudio, de PA. y productor para multitud de bandas del país y de fuera, no sólo de rock, sino también de folk, pop, músicas del mundo, música clásica, etc. Ha realizado cientos de trabajos profesionales, tanto a nivel de grabación y mezcla como de mastering.
Profesor para técnicos de estudio, en colaboración con la escuela de música de Posada de Llanera y su Ayuntamiento, ha impartido varias clases en sus propios estudios, enfocadas al trabajo del técnico de sonido y productor artístico de proyectos musicales.
Profesor de guitarra eléctrica desde 1997, con mayor o menor dedicación a la docencia en la medida que sus actividades profesionales se lo permiten. Actualmente, ejerce como director y profesor de guitarra eléctrica, producción y composición de rock y talleres de rock en la escuela de música Derrame Rock School de Oviedo, Asturias.[actualizar]
Sus composiciones tienen un sonido muy característico que se caracteriza por la presencia de variaciones en las escalas tanto en las guitarras como en las líneas vocales. En riffs, la contundencia y coherencia son característicos. En los solos, suele seguir una línea melódica lógica, de manera que la mayoría son fáciles de recordar y se pueden recordar, pero sin caer en una sencillez o repetición.
Desde hace ya varios años usa su Gibson Les Paul solamente, y ha dejado en segundo plano la Ibanez JEM Steve Vai Signature.
El 13 de febrero hace público a través de las redes sociales y portales de noticias especializadas en el género su nuevo proyecto: Alquimia. El 18 de febrero anuncia a través de las redes sociales y portales de noticias especializadas en el género que su nuevo proyecto, Alquimia, estará compuesto por Israel Ramos como voz y Rubén Lanuza al bajo, ambos de Amadeüs; Alberto Rionda a la guitarra, Chez García a los teclados y, en un principio, Marco Álvarez a la batería, pero abandonó el proyecto antes de implicarse plenamente. El 16 de septiembre de 2013 fue anunciado oficialmente el nuevo batería del proyecto, el cubano Leo Duarte.

## Discografía

### Con Avalanch

#### Álbumes de estudio
- La llama eterna (1997)
- Llanto de un héroe (1999)
- El ángel caído (2001)
- Los poetas han muerto (2003)
- El hijo pródigo (2005)
- Muerte y vida (2007)
- El Ladrón de Sueños (2010)
- Malefic Time: Apocalypse (2011)
- El Secreto (2019)

#### Versiones inglesas/Regrabaciones/Recopilaciones
- Eternal Flame (1998) - Versión en inglés del álbum La llama eterna
- Las ruinas del Edén (2004) - Regrabaciones de canciones antiguas con Ramón Lage a las voces.
- Mother Earth (2005) - Versión en inglés del álbum Los poetas han muerto
- Un paso más - Grandes éxitos (2005) - Incluye dos temas nuevos y dos versiones en acústico, además del videoclip de 'Alas de cristal' y un vídeo en directo de 'Alborada'
- El ángel caído XV Aniversario

#### Videos/DVD/Discos en directo
- Dias de Gloria (2000)
- Cien Veces (2005) - DVD en directo
- Lágrimas Negras - (2006) - DVD en directo
- Caminar sobre el agua - (2008) - 2CD+DVD en directo.
- Colección Avalanch (6CD+DVD) - (2009)

#### Singles
- Save me (2000)
- Delirios de grandeza (2001)
- Lucero (2003)
- Las ruinas del Edén (2004) - 4 temas (Promocional de los 3 conciertos Fin de Gira en Asturias)
- Where The Streets Have No Name (2004)
- Alas de cristal (2005)
- Mil Motivos (2010)
- Malefic Time: Apocalypse (2012)

### Con Stunned Parrots
- "Vol. 1 - Pining for the Fjords" (2006)

### Con Geysser
- El hombre sin talento (2010)

### Con Alquimia
- Alquimia (2013)
- Espiritual (2015)

### Con Asgaya
- Escontra'l tiempu (2006)